# John Davis Long
John Davis Long (Buckfield, 27 ottobre 1838 – Hingham, 28 agosto 1915) è stato un politico statunitense.

## Biografia
Fu il trentaquattresimo segretario della marina statunitense sotto i presidenti degli Stati Uniti d'America William McKinley e Theodore Roosevelt.
Dopo aver studiato all'università Harvard, divenne il trentaduesimo governatore dello stato del Massachusetts. All'epoca in cui fu segretario della marina organizzò la disposizione navale durante la guerra ispano-americana L'incarico terminò per le sue dimissioni.

## Riconoscimenti
Il cacciatorpediniere USS Long (DD-209) è stato chiamato così in suo nome.